# ماغونغ (تايوان)
ماغونغ (بالإنجليزية: Magong, Taiwan)‏ هي مدينة تسيطر عليها المقاطعة تقع في تايوان في بسكادورز.  يقدر عدد سكانها بـ 59,583 نسمة ومساحتها 33.9918 كم2 .

## المناخ
يظهر الجدول التالي التغييرات المناخية على مدار السنة لماغونغ:
| البيانات المناخية لـماغونغ        | البيانات المناخية لـماغونغ | البيانات المناخية لـماغونغ | البيانات المناخية لـماغونغ | البيانات المناخية لـماغونغ | البيانات المناخية لـماغونغ | البيانات المناخية لـماغونغ | البيانات المناخية لـماغونغ | البيانات المناخية لـماغونغ | البيانات المناخية لـماغونغ | البيانات المناخية لـماغونغ | البيانات المناخية لـماغونغ | البيانات المناخية لـماغونغ | البيانات المناخية لـماغونغ |
| الشهر                             | يناير                      | فبراير                     | مارس                       | أبريل                      | مايو                       | يونيو                      | يوليو                      | أغسطس                      | سبتمبر                     | أكتوبر                     | نوفمبر                     | ديسمبر                     | المعدل السنوي              |
| --------------------------------- | -------------------------- | -------------------------- | -------------------------- | -------------------------- | -------------------------- | -------------------------- | -------------------------- | -------------------------- | -------------------------- | -------------------------- | -------------------------- | -------------------------- | -------------------------- |
| الدرجة القصوى °م (°ف)             | 25.5 (77.9)                | 27.8 (82.0)                | 30.1 (86.2)                | 35.3 (95.5)                | 38.9 (102.0)               | 39.5 (103.1)               | 40.0 (104.0)               | 39.8 (103.6)               | 39.2 (102.6)               | 37.6 (99.7)                | 34.4 (93.9)                | 30.0 (86.0)                | 40.0 (104.0)               |
| متوسط درجة الحرارة الكبرى °م (°ف) | 19.3 (66.7)                | 19.6 (67.3)                | 22.4 (72.3)                | 26.0 (78.8)                | 28.8 (83.8)                | 30.6 (87.1)                | 32.0 (89.6)                | 31.8 (89.2)                | 30.7 (87.3)                | 28.1 (82.6)                | 24.8 (76.6)                | 21.1 (70.0)                | 26.3 (79.3)                |
| متوسط درجة الحرارة الصغرى °م (°ف) | 15.4 (59.7)                | 15.4 (59.7)                | 17.4 (63.3)                | 20.9 (69.6)                | 23.7 (74.7)                | 25.6 (78.1)                | 26.6 (79.9)                | 26.5 (79.7)                | 25.9 (78.6)                | 23.9 (75.0)                | 20.9 (69.6)                | 17.4 (63.3)                | 21.6 (70.9)                |
| أدنى درجة حرارة °م (°ف)           | 4.4 (39.9)                 | 5.3 (41.5)                 | 8.2 (46.8)                 | 11.1 (52.0)                | 15.4 (59.7)                | 20.3 (68.5)                | 22.7 (72.9)                | 22.6 (72.7)                | 21.8 (71.2)                | 19.6 (67.3)                | 14.3 (57.7)                | 7.1 (44.8)                 | 4.4 (39.9)                 |
| الهطول مم (إنش)                   | 21.9 (0.86)                | 50.2 (1.98)                | 52.9 (2.08)                | 92.4 (3.64)                | 123.2 (4.85)               | 164.1 (6.46)               | 131.6 (5.18)               | 170.8 (6.72)               | 74.2 (2.92)                | 26.1 (1.03)                | 20.1 (0.79)                | 23.5 (0.93)                | 951.0 (37.44)              |
| متوسط الرطوبة النسبية (%)         | 80.5                       | 82.4                       | 83.1                       | 83.4                       | 84.5                       | 86.6                       | 85.1                       | 85.5                       | 81.2                       | 78.1                       | 78.0                       | 78.7                       | 82.3                       |
| ساعات سطوع الشمس الشهرية          | 112.9                      | 96.7                       | 124.7                      | 157.2                      | 172.5                      | 199.6                      | 260.8                      | 240.1                      | 225.3                      | 183.9                      | 131.1                      | 117.3                      | 2٬022٫1                    |
| المصدر:                           |                            |                            |                            |                            |                            |                            |                            |                            |                            |                            |                            |                            |                            |